# 151 T Est 151751 à 151780

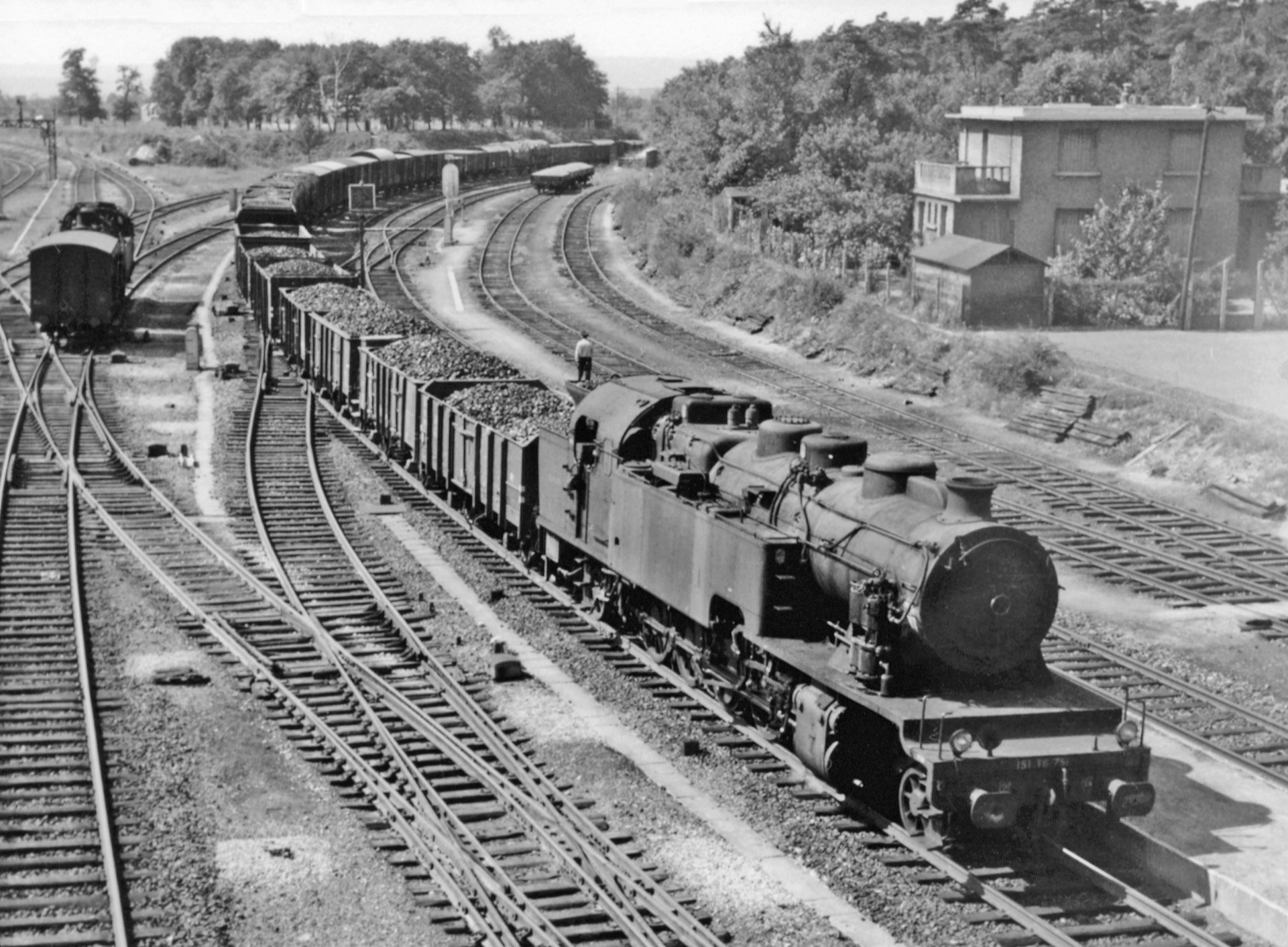
Une 151 TC à Achères en 1959.

Les Lorraine série 13 numéros 151751 à 151780 sont des locomotives-tender construites pour la Compagnie des chemins de fer de l'Est.

## Genèse
Ces machines furent étudiées pour le service très dur dans le bassin lorrain pour la remorque des trains de houille et de minerai entre les mines et les gares de regroupement. La construction de la série est réalisée par la Société alsacienne de constructions mécaniques, dans ses usines de Graffenstaden de 1930 à 1931. Elles sont la continuation des 151 T Est 5001 et 5002 et 5901 à 5925 (futures : 1-151 TA 701 à 727 ) mais avec des améliorations.

## Description
C'était des machines disposant d'un moteur à simple expansion à trois cylindres avec deux extérieurs actionnant le troisième essieu et un central intérieur actionnant le deuxième essieu. La surchauffe était assurée par éléments DM4. La distribution était du type « Walschaerts ». Le foyer était un foyer de type « Belpaire » à boite à feu carré et l'échappement était à trèfle à 3 jets avec une cheminée à chapiteau de type « PO » puis il fut remplacé par un variable à trèfle de type « PLM ». Le châssis, la chaudière et les essieux sont identiques aux 151 T Est 5001 et 5002 et 5901 à 5925 (futures : 1-151 TA 701 à 727 ) tandis que le moteur est la reproduction de celui des 150 Est 150001 à 150195 (futures : 1-150 E 1 à 195 ).

## Utilisation et Services
Dès leur sortie elles se montrèrent capable de remorquer des trains lourds avec un effort de traction plus grand malgré une puissance à la jante presque identique à leur devancière. Elles furent affectées aux dépôts de : Conflans, Longwy et Audun-le-Roman où elles effectueront toute leur carrière.
À la création de la SNCF, en 1938, elles seront réimmatriculées : 1-151 TC 751 à 780.
En 1950, 10 locomotives sont prêtées a la région Nord puis regagnent en 1961 la région Est pour les survivantes. Il s'agit des 1-151 TC 751 à 760 qui garderont leurs numéros mais l'indicatif de région sera changé par le 2, donnant les 2-151 TC 751 à 760. Elles seront affectées au dépôt de Bobigny pour épauler les 2-151 TA 1 à 12 sur la ligne de la Grande ceinture puis à la fin des années 50 elles seront mutées à celui de Creil pour ravitaillement de la centrale électrique de Porcheville.
Si en 1957 l'effectif est encore complet, en 1962 il n'en reste plus que 23 unités. Elles finirent leur carrière toujours en tête de trains lourds mais aussi au service de la butte. Les dernières seront réformées en 1966, donc bien après l'électrification, sur la ligne Villerupt - Longwy.

## Caractéristiques
- Pression de la chaudière : 14 kg/cm2
- Surface de grille : 3,06 m2
- Surface de chauffe : 188,4 m2
- Surface de surchauffe : 67,1 m2
- Diamètre et course des cylindres : 560 mm × 660 mm
- Diamètre des roues motrices : 1 350 mm
- Diamètre des roues des bissels : 920 mm
- Capacité des soutes à eau : 10,275 m3
- Capacité de la soute à charbon : 5 t
- Masse à vide : 98 t
- Masse en ordre de marche : 122,4 t
- Masse adhérente : 92,2 t
- Longueur hors tout : 15,04 m
- Vitesse maximale en service : 60 km/h

## Modélisme
Les 1-151 TC ont jadis été reproduites à l'échelle HO par l'artisan Trans-Europ sous forme de kit en laiton à monter.